# 인구 밀도

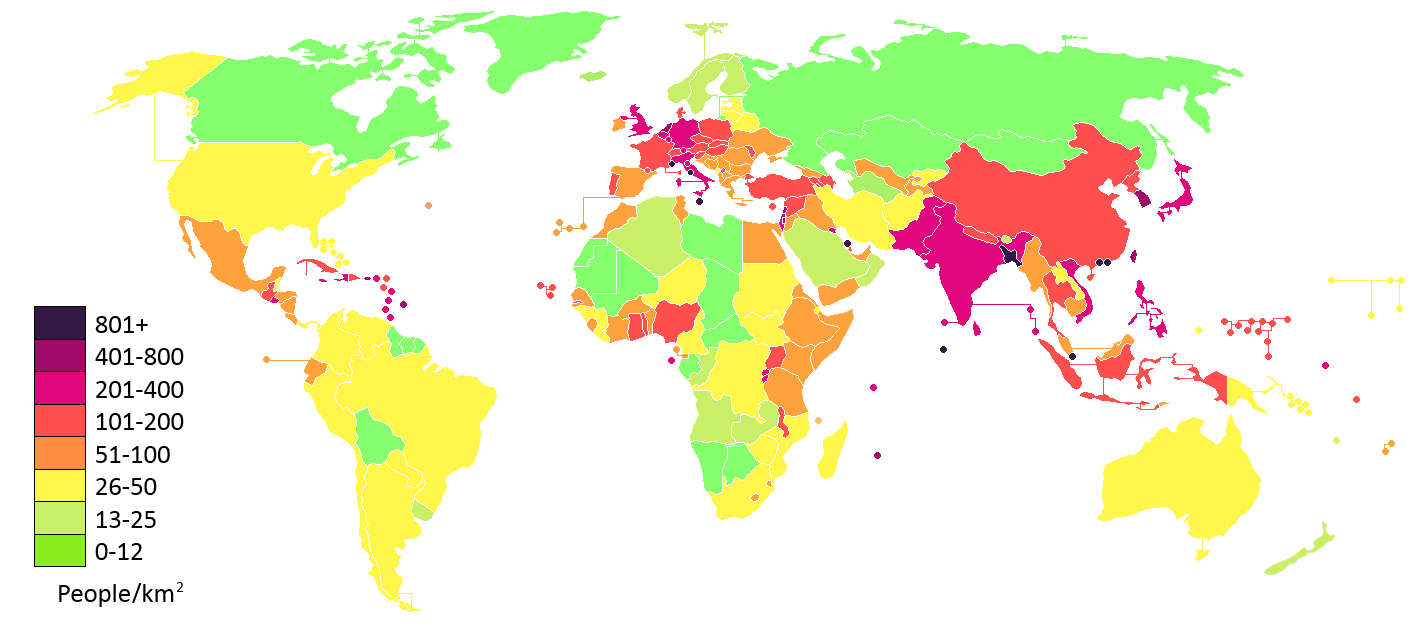
국가별 제곱킬로미터당 인구밀도 지도 (2014년)

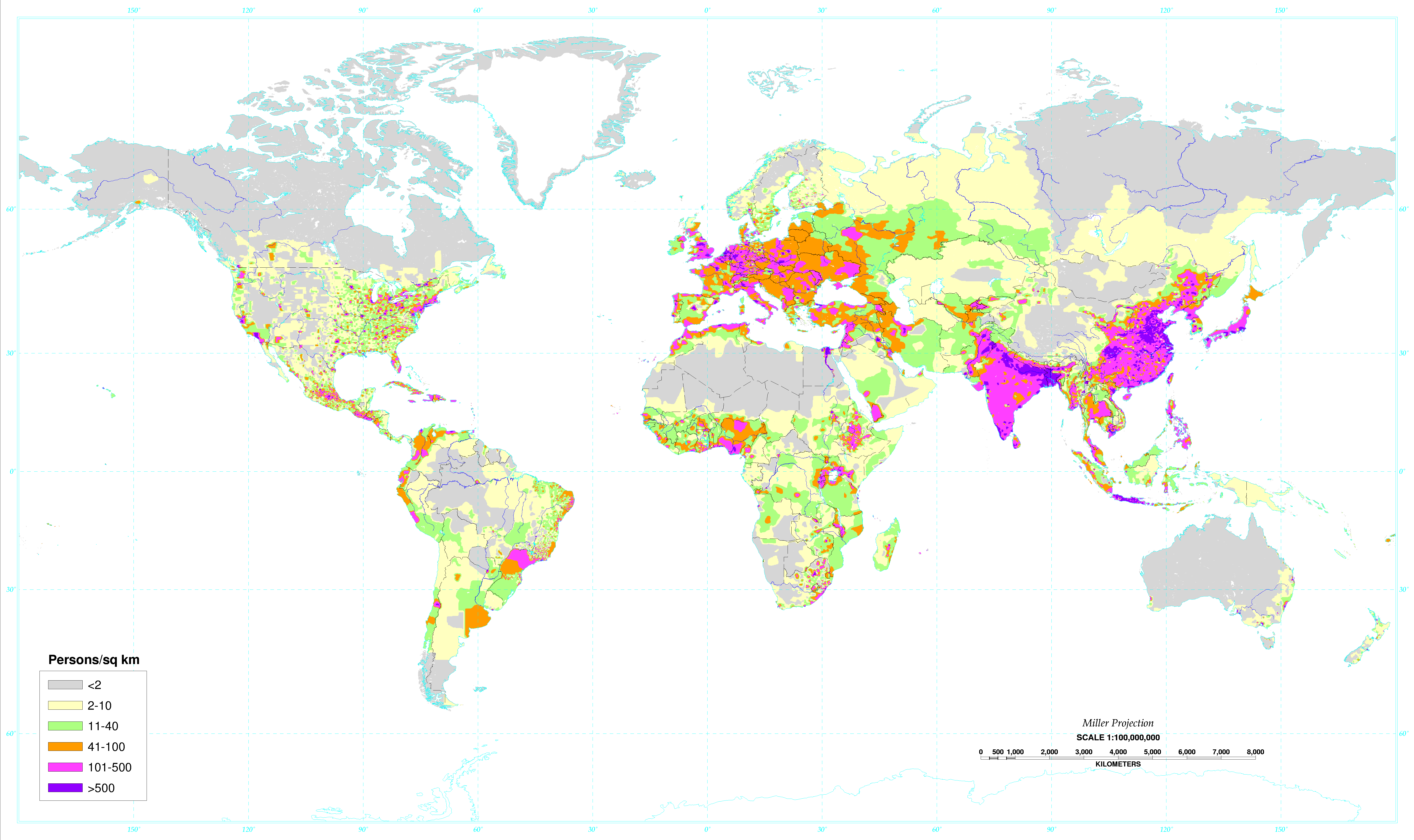
전세계 지역별 인구밀도 지도 (1994년)

인구 밀도(人口密度)는 단위 면적당 인구수를 나타내는 지표이다. 인구밀도는 인구 분포의 밀집정도를 파악하는 가장 간편하면서도 효과적인 방법으로 자주 이용되고 있다.

## 산술적 인구 밀도
산술적 인구 밀도는 인구(명)를 전체 면적(km2)으로 나눈 것으로 보통 행정 구역이나 국가 단위로 계산한다.
세계 인구는 약 78억7천400만 명이고 전 세계 육지의 총 면적은 약 1억5천만 km2이다. 따라서 세계 인구 밀도는 46.7명/km2이다. 여기서 남극을 제외하면, 인구 밀도는 약 50명/km2 정도가 된다. 육지의 절반 이상이 사막이나 험준한 산지이고 사람들은 주로 해안이나 물을 쉽게 구할 수 있는 주변에 모여 거주하는 것을 고려할 때, 이 수치만으로는 인구 밀도의 의미를 가진다고 할 수 없다.
세계에서 가장 밀도가 높은 나라는 상대적으로 좁은 공간에서 집적된 경제활동으로 높은 수준의 도시화가 이루어진 도시 국가들이다. 인구 밀도가 가장 높은 지역은 남부 아시아와 동부 아시아 및 이집트의 나일강 유역과 아프리카 기니만 연안이다. 대한민국의 인구 밀도는 2009년 기준으로 486.5명/km2으로 세계적으로 높은 편이다.
산술적 인구 밀도가 가장 일반적인 방법이지만, 인간이 거주할 수 없는 사막, 산, 강, 호수를 포함한 것이어서 정확한 인구밀도를 표현하기는 어렵다.

## 인구 밀도를 계산하는 다른 방법들
인구밀도는 특정 지역별 평균 분포율이다. 다시말해 인구수가 주로 행정지역 단위로 수집된다. 따라서 한 행정지역 단위에도 여러 이질 지역이 존재하기 때문에 실제적인 인구 지지력을 표현하기 위해 몇 가지 다른 계산 방법이 사용되기도 한다.
- 경지 면적당 인구 밀도 = 총 인구 / 경지 면적
- 농업 인구 밀도 = 전체 농촌 인구 / 경지 면적
- 경제 인구 밀도 = 총 인구 / 지역 경제력 또는 생산규모

## 대한민국의 행정구역별 인구밀도
대한민국의 행정구역별 인구밀도는 다음과 같다.
2019년 기준 광역자치단체순으로는 서울특별시가 인구밀도가 가장 높으며(24,637.2명/㎢) 강원도가 가장 낮다(91.53명/㎢). 기초자치단체순으로는 서울 양천구가 전국에서 인구밀도가 가장 높은 지역이며(28,637.24명/㎢), 강원 인제군이 가장 낮은 지역이다(19.74명/㎢). 기초자치단체 중 인구밀도 1~12위가 모두 서울시의 구이며, 비서울 지역 중에서는 부산 수영구의 인구밀도가 가장 높다(17,480.90명/㎢). 수도권 및 광역시의 밖에 있는 기초자치단체들 중에서는 전남 목포시의 인구밀도가 가장 높다(4,720.44명/㎢).

## 같이 보기
- 인구 밀도순 나라 목록
- 인구순 나라 목록
- 과거와 미래 인구 밀도에 따른 나라 목록 (영어판)